# Hut 6

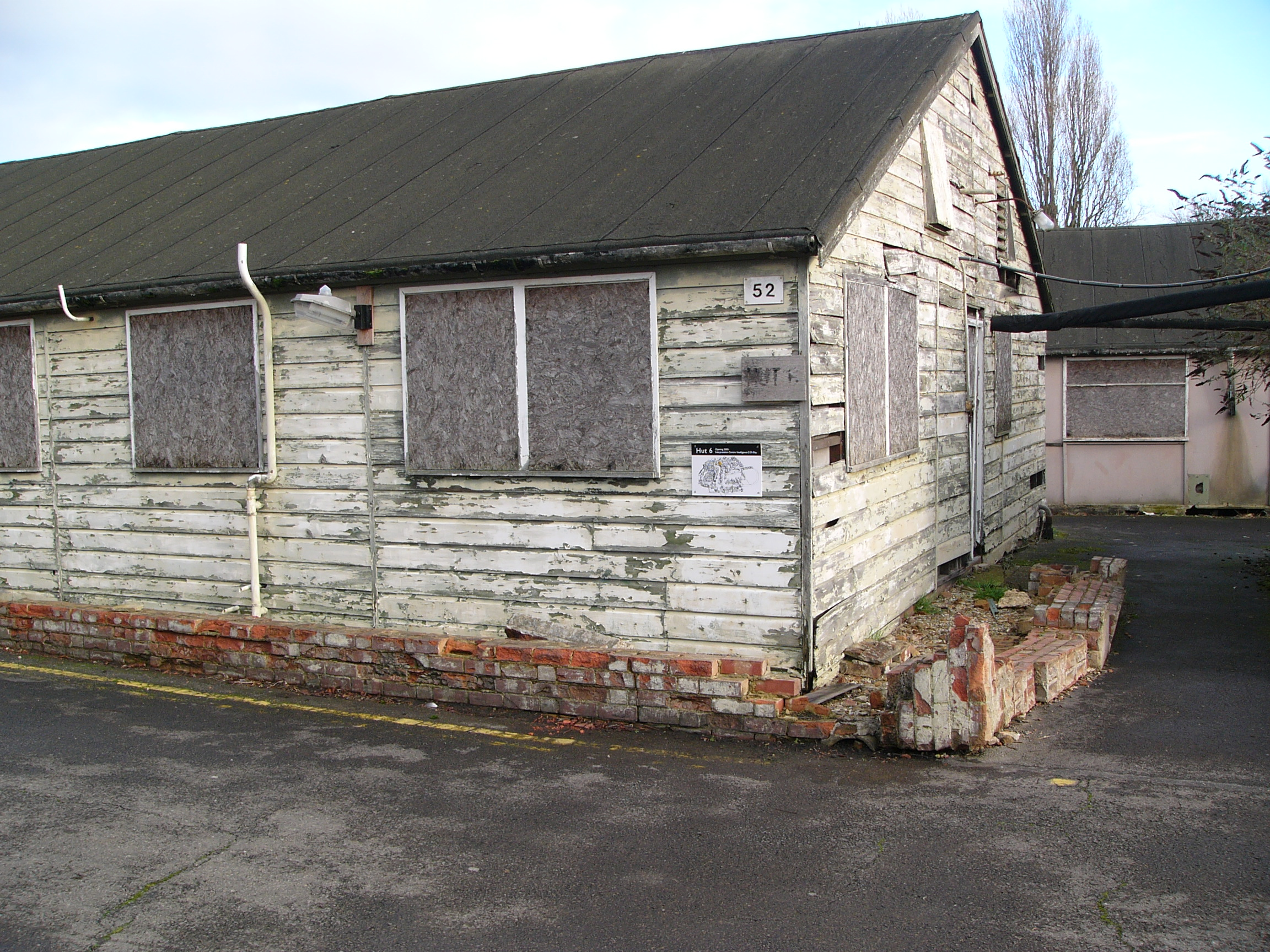
Hut 6 a Bletchley Park, el 2004

Hut 6 fou, en temps de guerra, una secció del centre governamental britànic de codificació i xifratge (Government Code and Cypher School) a Bletchley Park, encarregat de desxifrar els missatges xifrats de la Màquina Enigma per l'exèrcit alemany i la força aèria alemanya. El Hut 8, en canvi, se centrava en l'Enigma naval. El Hut 6 va ser establert per iniciativa de Gordon Welchman, i va ser posat en marxa inicialment per Welchman i el seu company de Cambridge, el matemàtic John Jeffreys.
L'ajudant de Welchman, Stuart Milner-Barry, va succeir-lo com cap de Hut 6 el setembre de 1943, un moment en el qual a la secció hi treballaven 450 persones.
Hut 6 estava lligat amb Hut 3, qui s'ocupava de la traducció i anàlisi d'intel·ligència dels desencriptaments en brut proporcionats pel Hut 6.

## Ubicació
Hut 6 fou al principi anomenat per l'edifici en el qual la secció es va ubicar, una cabana gran de fusta. Welchman diu que la cabana era de 18 m. de llarg per 9 metres d'amble, amb dues habitacions grans al final - i cap lavabo (el personal havia d'anar al lavabo a un altre edifici).
A mesura que el personal va augmentar, la secció es va reubicar a edificis addicionals arreu de Bletchley Park, però el seu nom es va conservar, essent cada nova ubicació anomenada també 'Hut 6'. L'edifici original fou llavors rebatejat com a 'Hut 16'.

## Personal
John Jeffreys (mort a començaments de 1941) era inicialment al càrrec del Hut amb Gordon Welchman fins al maig de 1940. Welchman esdevingué cap oficial de la secció fins a la tardor de 1943 i subsegüentment ascendí al càrrec de Director Ajudant de Mecanització a Bletchley Park. Hugh Alexander en fou membre de febrer de 1940 a març de 1941 abans de deixar-ho per esdevenir cap de Hut 8. Stuart Milner-Barry s'hi va unir a principis de 1940 i n'estigué al càrrec des de la tardor de 1943 fins al final de la guerra.
Un descodificador vinculat amb la criptoanàlisi de l'Enigma, John Herivel, va descobrir quelcom que fou aviat batejat com a Herivel tip ("punta" de Herivel) o Herivelismus. Per un breu però crític període de pocs mesos a partir del maig de 1940, la "punta", conjuntament amb l'aprofitament de certes deficiències operatives o «cillies», foren les tècniques principals que es van utilitzar per solucionar Enigma. La "punta" era una perspicàcia en relació als hàbits dels operadors de màquina alemanys que permeteren el Hut 6 deduir fàcilment part de la clau diària.
El 1942 Welchman va reclutar els qui havien estat companys seus al Marlborough College, Bob Roseveare and Nigel Forward. Roseveare va començar al Watch treballant en els missatges de la Luftwaffe missatges abans d'anar al Quatch, un petit grup de suport que va descodificar missatges no habituals.
Entre altres individus notables hi havia:
- Alexander Aitken, matemàtic Kiwi[2]
- James Macrae Aitken, jugador d'escacs escocès
- Asa Briggs, historiador anglès
- David Rees, professor de matemàtica a la Universitat d'Exeter
- Derek Taunt, estudiant de recerca a Cambridge
- Madge Allen
- Dennis Babbage
- Clarence Barasch, observador americà a la Intel·ligència britànica
- Edna Garbutt, membre d'un Watch
- Reginald H Parker, descobridor de "Parkerismus"